# Коломия
Коломия на украински: Коломия е град в Ивано-Франковска област, Югозападна Украйна.
Населението му е 61 402 жители (2012). Площта му е 35,2 кв. км. Намира се в часова зона UTC+2.
Споменат е за първи път през 1240 г.